# Gouvernement Berlusconi IV
Pour les articles homonymes, voir gouvernement Berlusconi.
République italienne
Prodi II Monti
Le gouvernement Berlusconi IV (en italien : Governo Berlusconi IV) est le 60e gouvernement de la République italienne entre le 8 mai 2008 et le 16 novembre 2011, sous la XVIe législature du Parlement républicain.
Il est dirigé par le libéral-conservateur Silvio Berlusconi, vainqueur des élections générales à la majorité relative. Il succède au second gouvernement de centre gauche de Romano Prodi et cède le pouvoir au gouvernement technocratique de Mario Monti après la démission de Silvio Berlusconi.

## Historique
Ce gouvernement est dirigé par l'ancien président du Conseil des ministres libéral-conservateur Silvio Berlusconi. Il est constitué et soutenu par une coalition de centre droit entre Forza Italia (FI), l'Alliance nationale (AN) et la Ligue du Nord (LN). Ensemble, ils disposent de 335 députés sur 630, soit 53,2 % des sièges de la Chambre des députés, et de 172 sénateurs sur 322, soit 53,4 % des sièges du Sénat de la République.
Il est formé à la suite des élections générales des 13 et 14 avril 2008.
Il succède donc au second gouvernement du président du Conseil social-libéral Romano Prodi, constitué et soutenu par une coalition de centre gauche formée autour du nouveau Parti démocrate (PD).

### Formation
Le 7 mai 2008, Silvio Berlusconi est reçu en entretien par le président de la République Giorgio Napolitano, qui le charge de former le nouveau gouvernement de l'Italie. Ce dernier accepte et présente aussitôt la liste de ses 21 ministres, dont neuf sans portefeuilles, une rapidité inédite pour les institutions italiennes. La Ligue du Nord obtient quatre postes, dont les ministères de l'Intérieur et de l'Agriculture, tandis que l'ancien néo-fasciste Ignazio La Russa devient ministre de la Défense et le commissaire européen Franco Frattini est nommé ministre des Affaires étrangères. L'équipe gouvernementale est assermentée au palais du Quirinal dès le lendemain.
Se soumettant au vote de confiance des deux chambres du Parlement, le gouvernement Berlusconi IV s'assure le soutien de la Chambre des députés le 14 mai par 335 voix pour et 275 voix contre, puis le Sénat de la République lui accorde l'investiture le lendemain par 173 votes favorables, 137 défavorables et deux abstentions.

### Évolution
À l'occasion d'un congrès réunissant 6 000 délégués à Rome le 28 mars 2009, Forza Italia et l'Alliance nationale convergent pour former « Le Peuple de la liberté » (PdL), dont la présidence revient à Silvio Berlusconi qui le présente comme le parti unique de la droite italienne, capable d'attirer un électeur sur deux.
Le ministre du Développement économique Claudio Scajola démissionne le 4 mai 2010, en raison de soupçons de corruption pour l'achat de son appartement en plein cœur de Rome à un prix largement inférieur au prix du marché. Après un intérim de près de cinq mois et alors que la Confindustria réclamait un ministre de plein exercice pour superviser le secteur industriel, fortement affecté par la crise économique, Silvio Berlusconi cède le ministère au secrétaire d'État Paolo Romani le 4 octobre.
La nomination par le président du Conseil des ministres d'Aldo Brancher, ancien cadre de la Fininvest — holding de la famille Berlusconi — et très proche du chef de l'exécutif, comme ministre sans portefeuille chargé des questions de décentralisation le 18 juin 2010 génère de féroces critiques de la part de l'opposition. Aldo Brancher est en effet mis en cause par la justice qui souhaite l'interroger, or sa position ministérielle lui permet de faire repousser toute audition jusqu'à 18 mois, ce qu'il fait peu après son assermentation, déclenchant la colère du président Napolitano qui souligne que le nouveau ministre n'a pas de ministère et donc tout le temps de répondre aux convocations des juges. Critiqué par le dirigeant de la Ligue du Nord Umberto Bossi qui rappelle que lui seul est compétent sur le dossier du fédéralisme et le président de la Chambre des députés Gianfranco Fini qui affirme publiquement ne pas pouvoir croire que cette nomination aurait pour objectif de faire obstacle à la justice, Aldo Brancher remet finalement sa démission le 5 juillet.
Au cours de l'été 2010, les critiques et pas de côté réguliers de Gianfranco Fini, notamment au sujet des « affaires » poussent à la rupture entre lui et Silvio Berlusconi : il décide en effet la création d'un groupe parlementaire autonome du PdL, « Futur et liberté pour l'Italie » (FLI), qui rassemble 33 députés et 17 sénateurs. En conséquence, la direction du PdL vote à la quasi-unanimité son exclusion le 30 juillet, tandis que les parlementaires dissidents font perdre à la coalition gouvernementale sa majorité absolue dans les deux chambres. Le 7 novembre suivant, lors de la convention nationale de FLI, le président de la chambre basse appelle publiquement à la démission du président, ce qui conduit à la démission du ministre pour les Affaires européennes Andrea Ronchi, d'un vice-ministre et de deux secrétaires d'État proches de Gianfranco Fini une semaine plus tard.
Le ministre des Biens et Activités culturels Sandro Bondi remet sa démission le 23 mars 2011, après avoir été placé sous le feu des critiques du secteur culturel en raison de mesures d'austérité concernant son budget et alors que des effondrements se sont produits sur les sites antiques de Pompéi et du Colisée. Estimant ne pas bénéficier du soutien de la majorité parlementaire pour s'opposer à l'austérité budgétaire prônée par Giulio Tremonti, il préfère se retirer et son poste revient à Giancarlo Galan, lui-même remplacé comme ministre des Politiques agricoles par Francesco Saverio Romano, dont la petite formation Les Populaires d'Italie demain (PID) a soutenu l'exécutif lors d'un vote de confiance trois mois auparavant.
Au cours d'une réunion de la direction du Peuple de la liberté le 1er juin 2011, le ministre de la Justice Angelino Alfano est promu secrétaire national du PDL sur proposition de Silvio Berlusconi. C'est la première fois depuis l'entrée en politique de ce dernier, en 1994, qu'il nomme un responsable de ce niveau. Le président du Conseil des ministres indique cinq semaines plus tard qu'il n'a pas l'intention de se présenter à sa propre succession lors des élections générales prévues en 2013 et qu'il souhaite qu'Angelino Alfano mène la campagne de la coalition de centre droit. Le 27 juillet est opéré un remaniement ministériel qui permet la substitution d'Angelino Alfano, qui souhaite se concentrer sur la direction du parti, par l'ancien juge Nitto Francesco Palma, tandis qu'Anna Maria Bernini prend le poste de ministre pour les Politiques européennes, vacant depuis la démission d'Andrea Ronchi.

### Succession
À l'occasion du vote sur le bilan budgétaire de l'année 2010 organisé le 8 novembre 2011 à la Chambre des députés, l'opposition décide de s'abstenir afin de ne pas bloquer le fonctionnement de l'État, mais le texte n'est adopté qu'avec 308 voix favorables — soit huit suffrages de moins que la majorité absolue — et 321 abstentions, ce qui place de facto le gouvernement Berlusconi IV dans une situation minoritaire. Le chef de la Ligue du Nord Umberto Bossi l'invite alors à faire « un pas de côté » en cédant le pouvoir à Angelino Alfano. Le soir-même, la présidence de la République indique que le président du Conseil des ministres remettra sa démission une fois voté le projet de loi de finances comprenant un certain nombre de mesures d'austérité budgétaire.
Le 12 novembre, après une audience avec Giorgio Napolitano au palais du Quirinal, Silvio Berlusconi présente effectivement son renoncement ainsi que celui de son gouvernement. Lors de son départ de la résidence présidentielle, il est l'objet de moqueries et de quolibets de la part de la foule présente sur la colline du Quirinal. Dès le lendemain, le chef de l'État confie au sénateur à vie et ancien commissaire européen Mario Monti la charge de mettre sur pied un nouvel exécutif. Le gouvernement Monti, constitué uniquement de techniciens, est assermenté le 16 novembre suivant.

## Composition

### Initiale (8 mai 2008)
| Titre | Nom | Nom | Parti |
| --- | --- | --- | ----- |
| Président du Conseil des ministres                                                                                                 |     | Silvio Berlusconi                                                                                      | PdL   |
| Secrétaire d'État à la présidence du Conseil des ministres Secrétaire du Conseil des ministres                                     |     | Gianni Letta                                                                                           | Sans  |
| Ministres sans portefeuille |     | |       |
| Ministre pour les Relations avec le Parlement                                                                                      |     | Elio Vito                                                                                              | PdL   |
| Ministre pour les Réformes pour le fédéralisme                                                                                     |     | Umberto Bossi                                                                                          | LN    |
| Ministre pour la Simplification normative                                                                                          |     | Roberto Calderoli                                                                                      | LN    |
| Ministre pour les Relations avec les Régions Ministre pour les Relations avec les Régions et la Cohésion territoriale (10/06/2010) |     | Raffaele Fitto                                                                                         | PdL   |
| Ministre pour l'Égalité des chances                                                                                                |     | Mara Carfagna                                                                                          | PdL   |
| Ministre pour les Politiques communautaires Ministre pour les Politiques européennes (21/05/2008)                                  |     | Andrea Ronchi (jusqu'au 17/11/2010)                                                                    | PdL   |
| Ministre pour l'Administration publique et l'Innovation                                                                            |     | Renato Brunetta                                                                                        | PdL   |
| Ministre pour l'Application du programme gouvernemental                                                                            |     | Gianfranco Rotondi                                                                                     | PdL   |
| Ministre pour les Politiques pour les jeunes Ministre pour la Jeunesse (13/06/2008)                                                |     | Giorgia Meloni                                                                                         | PdL   |
| Ministre pour le Tourisme |     | Michela Vittoria Brambilla (à partir du 08/05/2009)                                                    | PdL   |
| Ministre |     | Aldo Brancher (du 18/06 au 05/07/2010)                                                                 | PdL   |
| Ministres |     | |       |
| Ministre des Affaires étrangères                                                                                                   |     | Franco Frattini                                                                                        | PdL   |
| Ministre de l'Intérieur |     | Roberto Maroni                                                                                         | LN    |
| Ministre de la Défense |     | Ignazio La Russa                                                                                       | PdL   |
| Ministre de la Justice |     | Angelino Alfano                                                                                        | PdL   |
| Ministre de l'Économie et des Finances                                                                                             |     | Giulio Tremonti                                                                                        | PdL   |
| Ministre du Développement économique                                                                                               |     | Claudio Scajola (jusqu'au 04/05/2010) Silvio Berlusconi (par intérim jusqu'au 04/10/2010) Paolo Romani | PdL   |
| Ministre des Politiques agricoles et forestières Ministre des Politiques agricoles, alimentaires et forestières (16/05/2008)       |     | Luca Zaia (jusqu'au 16/04/2010)                                                                        | LN    |
| Ministre des Politiques agricoles et forestières Ministre des Politiques agricoles, alimentaires et forestières (16/05/2008)       |     | Giancarlo Galan (jusqu'au 23/03/2011)                                                                  | PdL   |
| Ministre des Politiques agricoles et forestières Ministre des Politiques agricoles, alimentaires et forestières (16/05/2008)       |     | Saverio Romano                                                                                         | PID   |
| Ministre du Travail, de la Santé et des Politiques sociales Ministre du Travail et des Politiques sociales (13/12/2009)            |     | Maurizio Sacconi                                                                                       | PdL   |
| Ministre des Infrastructures et des Transports                                                                                     |     | Altero Matteoli                                                                                        | PdL   |
| Ministre de l'Environnement, de la Protection du territoire et de la Mer                                                           |     | Stefania Prestigiacomo                                                                                 | PdL   |
| Ministre de l'Éducation, de l'Enseignement supérieur et de la Recherche                                                            |     | Mariastella Gelmini                                                                                    | PdL   |
| Ministre pour les Biens et les Activités culturels                                                                                 |     | Sandro Bondi (jusqu'au 23/03/2011) Giancarlo Galan                                                     | PdL   |
| Ministre de la Santé (13/12/2009)                                                                                                  |     | Ferruccio Fazio (à partir du 15/12/2009)                                                               | Sans  |

### Remaniement du 27 juillet 2011
- Les nouveaux ministres sont indiqués en gras, ceux ayant changé d'attributions en italique.

| Titre                                                                                          | Nom | Nom                        | Parti |
| ---------------------------------------------------------------------------------------------- | --- | -------------------------- | ----- |
| Président du Conseil des ministres                                                             |     | Silvio Berlusconi          | PdL   |
| Secrétaire d'État à la présidence du Conseil des ministres Secrétaire du Conseil des ministres |     | Gianni Letta               | Sans  |
| Ministres sans portefeuille                                                                    |     |                            |       |
| Ministre pour les Relations avec le Parlement                                                  |     | Elio Vito                  | PdL   |
| Ministre pour les Réformes pour le fédéralisme                                                 |     | Umberto Bossi              | LN    |
| Ministre pour la Simplification normative                                                      |     | Roberto Calderoli          | LN    |
| Ministre pour les Relations avec les Régions et la Cohésion territoriale                       |     | Raffaele Fitto             | PdL   |
| Ministre pour l'Égalité des chances                                                            |     | Mara Carfagna              | PdL   |
| Ministre pour les Politiques européennes                                                       |     | Anna Maria Bernini         | PdL   |
| Ministre pour l'Administration publique et l'Innovation                                        |     | Renato Brunetta            | PdL   |
| Ministre pour l'Application du programme gouvernemental                                        |     | Gianfranco Rotondi         | PdL   |
| Ministre pour la Jeunesse                                                                      |     | Giorgia Meloni             | PdL   |
| Ministre pour le Tourisme                                                                      |     | Michela Vittoria Brambilla | PdL   |
| Ministres                                                                                      |     |                            |       |
| Ministre des Affaires étrangères                                                               |     | Franco Frattini            | PdL   |
| Ministre de l'Intérieur                                                                        |     | Roberto Maroni             | LN    |
| Ministre de la Défense                                                                         |     | Ignazio La Russa           | PdL   |
| Ministre de la Justice                                                                         |     | Nitto Francesco Palma      | PdL   |
| Ministre de l'Économie et des Finances                                                         |     | Giulio Tremonti            | PdL   |
| Ministre du Développement économique                                                           |     | Paolo Romani               | PdL   |
| Ministre des Politiques agricoles, alimentaires et forestières                                 |     | Saverio Romano             | PID   |
| Ministre du Travail et des Politiques sociales                                                 |     | Maurizio Sacconi           | PdL   |
| Ministre des Infrastructures et des Transports                                                 |     | Altero Matteoli            | PdL   |
| Ministre de l'Environnement, de la Protection du territoire et de la Mer                       |     | Stefania Prestigiacomo     | PdL   |
| Ministre de l'Éducation, de l'Enseignement supérieur et de la Recherche                        |     | Mariastella Gelmini        | PdL   |
| Ministre pour les Biens et les Activités culturels                                             |     | Giancarlo Galan            | PdL   |
| Ministre de la Santé                                                                           |     | Ferruccio Fazio            | Sans  |